# Ayub Masika
Ayub Timbe Masika (Nairobi, 10 september 1992) is een Keniaans voetballer die bij voorkeur als rechtsachter speelt. Hij verruilde Lierse SK in februari 2017 voor Beijing Renhe.

## Carrière
Masika stroomde door vanuit de jeugd van KRC Genk. Hiervoor debuteerde hij op 15 januari 2012 in het eerste elftal uit tegen SV Zulte Waregem. Hij verving die wedstrijd José Ferreira Nadson. Masika maakte zijn eerste goal voor Genk in de vierde voorronde van de Europa League, de 2-0 tegen FC Luzern. Door deze goal was Genk zeker van plaatsing voor de poulefase van het toernooi.
Genk verhuurde Masika in augustus 2014 voor twee jaar aan Lierse SK. Hiervoor debuteerde hij in een thuiswedstrijd tegen RSC Anderlecht. Zijn eerste doelpunt voor de club maakte hij in een bekerwedstrijd tegen Sint-Truiden VV. Zijn eerste competitiegoal volgde in een gewonnen wedstrijd tegen Cercle Brugge. Masika speelde in twee seizoenen 38 competitiewedstrijden voor Lierse, waarin hij acht keer scoorde. De club nam hem in juli 2016 definitief over van Genk. Masika tekende toen een contract tot medio 2019 bij Lierse.
Masika maakte in februari 2017, amper een speeldag voor het einde van de reguliere competitie in Eerste klasse B, de overstap van Lierse naar de Chinese tweedeklasser Beijing Renhe. Een pittig detail was dat Beijing toen dezelfde eigenaar had als KSV Roeselare, dat op dat moment nog in een ferme concurrentiestrijd met Lierse verwikkeld zat voor het laatste ticket voor de promotiewedstrijden. Als klap op de vuurpijl stond op die laatste speeldag uitgerekend Lierse-Roeselare op het programma.
In zijn eerste seizoen bij Beijing Renhe forceerde Masika mee de promotie naar de China Super League. Later leende de club hem uit aan Heilongjiang Lava Spring FC en Reading FC. De uitleenbeurt aan Reading was geen toeval, want de Engelse club behoorde ook tot het netwerk van Beijing Renhe-eigenares Dai Xiu Li Hawken.

## Statistieken[4]
| Seizoen         | Club                       | Competitie         | Competitie | Competitie | Beker | Beker | Europa | Europa | Totaal | Totaal |
| Seizoen         | Club                       | Competitie         | Wed.       | Dlp.       | Wed.  | Dlp.  | Wed.   | Dlp.   | Wed.   | Dlp.   |
| --------------- | -------------------------- | ------------------ | ---------- | ---------- | ----- | ----- | ------ | ------ | ------ | ------ |
| 2011/12         | KRC Genk                   | Eerste klasse      | 6          | 0          | 0     | 0     | 0      | 0      | 6      | 0      |
| 2012/13         | KRC Genk                   | Eerste klasse      | 11         | 0          | 1     | 0     | 4      | 1      | 16     | 1      |
| 2013/14         | KRC Genk                   | Eerste klasse      | 12         | 0          | 4     | 0     | 3      | 0      | 19     | 0      |
| 2014/15         | KRC Genk                   | Eerste klasse      | 1          | 0          | 1     | 1     | 0      | 0      | 2      | 1      |
| 2014/15         | → Lierse SK                | Eerste klasse      | 20         | 2          | 1     | 1     | 0      | 0      | 21     | 3      |
| 2015/16         | → Lierse SK                | Tweede klasse      | 22         | 7          | 2     | 0     | 0      | 0      | 24     | 7      |
| 2016/17         | Lierse SK                  | Eerste klasse B    | 20         | 6          | 1     | 1     | 0      | 0      | 21     | 7      |
| 2016/17         | Beijing Renhe              | China League One   | 23         | 8          | 0     | 0     | 0      | 0      | 23     | 8      |
| 2018            | Beijing Renhe              | China Super League | 14         | 7          | 0     | 0     | 0      | 0      | 0      | 0      |
| 2018            | → Heilongjiang Lava Spring | China League One   | 6          | 2          | 1     | 0     | 0      | 0      | 7      | 2      |
| 2019/20         | Beijing Renhe              | China Super League | 12         | 2          | 0     | 0     | 0      | 0      | 12     | 2      |
| 2019/20         | → Reading FC               | Championship       | 2          | 0          | 1     | 0     | 0      | 0      | 3      | 0      |
| Carrière totaal | Carrière totaal            | Carrière totaal    | 111        | 22         | 8     | 2     | 7      | 1      | 126    | 17     |

## Erelijst
| Nationaal        |    |      |
| Beker van België | 1x | 2013 |

## Interlandcarrière
Op 10 februari 2012 werd hij voor het eerst opgeroepen voor het Keniaans voetbalelftal. Hij zat in de preselectie voor de interland tegen Togo. Zijn debuut voor Kenia maakte hij tegen Zuid-Afrika. Op 14 november 2012 werd hij voor de tweede keer opgeroepen voor de wedstrijd tegen Tanzania. Op 18 mei 2014 stond Masika voor het eerst in de basiself tegen het Comorees voetbalelftal in de eerste kwalificatieronde voor het Afrikaans kampioenschap voetbal 2015 onder bondscoach Adel Amrouche; hij maakte in deze wedstrijd ook zijn eerste interlanddoelpunt. De wedstrijd eindigde in een 1–1 gelijkspel. Op 9 oktober 2015 maakte Masika in de kwalificatiewedstrijd voor het wereldkampioenschap voetbal 2018 tegen Mauritius zijn tweede doelpunt voor Kenia. De wedstrijd werd met 2–5 gewonnen, mede door twee doelpunten van Johanna Omolo, eveneens actief in de Belgische competitie.
In 2019 nam Masika met zijn land deel aan de Afrika Cup. Hij speelde in alle groepsduels mee.